# Понт (Белуно)
Понт (итал. Pont) је насеље у Италији у округу Белуно, региону Венето.
Према процени из 2011. у насељу је живело 59 становника. Насеље се налази на надморској висини од 281 м.